# یوکی تاکیتا
یوکی تاکیتا (ژاپنی: 田北 雄気؛ زادهٔ ۱۶ مهٔ ۱۹۶۷) یک بازیکن فوتبال اهل ژاپن است.
از باشگاه‌هایی که در آن بازی کرده‌است می‌توان به اشگاه فوتبال اومیا آردیجا و باشگاه فوتبال اوراوا رد دیاموندز اشاره کرد.